# Capilla de Villaviciosa (Mezquita-catedral de Córdoba)
La capilla de Villaviciosa fue la primitiva capilla mayor de la Mezquita-Catedral de Córdoba, siendo levantada en el lucernario de Al-Hakam II (961-976). El obispo de Córdoba Íñigo Manrique de Lara (1486-1496), aprovechó la presencia de la reina Isabel I la Católica en Córdoba para solicitarle la construcción de una nueva nave gótica, la primera gran modificación de la mezquita islámica posterior a la conquista cristiana de la ciudad en el siglo XIII.
Tras la construcción de la nueva capilla mayor en 1607, comenzó a denominarse capilla de Villaviciosa por la presencia de una imagen proveniente de Villaviciosa de Córdoba. Finalmente, todos los añadidos en épocas posteriores fueron desmontados en 1881 para recuperar el lucernario original de al-Hakam II del siglo X.

## Historia

### Capilla Mayor(1236-1607)
En este lugar se celebró la primera ceremonia católica el 29 de junio de 1236 tras la conquista de la ciudad por el monarca Fernando III el Santo, convirtiéndose en capilla mayor desde ese momento, probablemente por ser la zona más iluminada gracias al lucernario. El rey asistió a la misa del día siguiente. Se conserva una inscripción con letras góticas en los arranques de la bóveda: (En el nombre de la Trinidad glori)osa Padre e Fiio e Spiritu Santo el muy noble rey don Fernando ganó la muy noble cibdat de (Cordoua). Además, la Primera Crónica General de España relata cómo fue enterrado cerca del altar mayor el infante don Juan, hijo de Fernando III fallecido a los pocos días de su nacimiento.
En 1351 el pintor Alonso Martínez realizó una serie de frescos de estilo gótico italiano, conservándose aún una de ellas de Jesucristo en el Museo de Bellas Artes de Córdoba. La zona comenzó a ser el lugar predilecto para el enterramiento de los obispos cordobeses, ubicándose nuevos altares, sillería de coro y órganos.
La gran modificación estructural se produjo durante el obispado de Íñigo Manrique de Lara, cuya sepultura se halla en la Capilla, que consiguió el permiso de la reina Isabel I para la construcción de una nave gótica de arco toral y un rosetón. La estructura se construyó durante una década, entre 1489 y 1496, en cuyos casetones de madera se inscribió 96 veces el anagrama «IHS XPS», en griego Jesucristo. En 1555 el obispo Leopoldo de Austria trasladó las tumbas de cinco obispos al costado sur del nuevo coro en la denominada «Tumba de los Cinco Obispos».

### Capilla de Villaviciosa(1607)
Tras la finalización de las obras de la nueva capilla Mayor en 1607, se trasladaron las sillas corales y los restos mortales de los obispos Pascual, Francisco Reinoso y Pablo de Laguna al centro del nuevo crucero. La capilla comenzó a denominarse de Villaviciosa por una imagen del siglo XV proveniente de la ermita del municipio de Villaviciosa de Córdoba que se traía frecuentemente desde esta localidad hasta el altar de la capilla. La imagen original quedó guardada interior de una nueva de plata realizada en 1577 y desde 1698 quedó permanentemente en la capilla sin regresar a Villaviciosa.
En 1709 el canónigo Antonio Maldonado Monje costeó un retablo y se construyó una bóveda barroca que ocultó la islámica del califa al-Hakam II. La nueva capilla de Villaviciosa gozó de gran prestigio, a pesar de haber perdido su condición de capilla Mayor, por lo que algunos obispos como Juan Bonilla y Vargas, Francisco de Solís o Marcelino Siuri continuaron enterrándose en la misma.
Entre 1879 y 1881 se retiró todo el ajuar religioso que albergaba la capilla, como el retablo central que acabó en la iglesia de Jesús Crucificado, así como los restos de la bóveda barroca para dejar a la vista la obra califal, conservándose una pintura medieval de la imagen de Cristo en el Museo de Bellas Artes de Córdoba. Las últimas restauraciones efectuadas fueron las vidrieras neogóticas diseñadas por Mateo Inurria, así como la gran modificación de Ricardo Velázquez Bosco a comienzos del siglo XX, momento en el que fueron trasladadas a este lugar muchas de las laudas sepulcrales que contiene, mereciendo destacarse la del obispo Alonso Manrique, que luce su escudo episcopal entre motivos ornamentales mudéjares.

## Descripción
Fue transformada a finales del siglo XV, convirtiéndose entonces en una nave con arcos apuntados de cantería y moldura gótica, cubierta a dos aguas y arcos formeros de medio punto. Nos encontramos ante el único ejemplo en Córdoba donde se utilizó una techumbre de madera sobre arcos diafragmas; de ahí el interés por su análisis, aunque también reside en el ajuste de una concepción arquitectónica del gótico tardío a las formas musulmanas previamente existentes, magistralmente realizado. Esta techumbre es la única de este tipo existente en Córdoba y se debió realizar a finales del siglo XV. En esta época ya habían llegado a Córdoba las bóvedas estrelladas, que constituían la cubierta más frecuente en aquel entonces; por tal motivo, la techumbre de la nave de Villaviciosa es una excepción en la ciudad. Su construcción pudo estar condicionada por la cubrición de las naves musulmanas con techumbres de madera. En cuanto a los antecedentes, hay que señalar que se venía utilizando comúnmente desde mucho tiempo antes, en numerosas iglesias gallegas y catalanas, de forma que se extendió por toda la Península. A los pies tiene un rosetón de tracería gótica. 
Mientras que en uno de sus lados se respetaron los arcos de herradura de la mezquita, con sus respectivas columnas, en el lado opuesto se hicieron arcos sobre anchas pilas de ángulos redondeados, como si se hubiera embutido una columna en cada uno de ellos, por lo que resultan semejantes a las del claustro del monasterio de San Jerónimo, construido a fines del siglo XV y principios del siglo XVI.
La bóveda que cubre la capilla se levanta sobre una planta rectangular. Los huecos o lucernas surgieron en la línea de arranque de los arcos y mientras cuatro de estos unen los puntos medios de los flancos, concretando el dibujo de un cuadro, otros cuatro, que se unen de dos en dos, se integran por los centros de los anteriores. El cuadrado del centro da lugar a un octógono por un cerco de figuras triangulares, y consigue una bóveda de doce gallones, llamados así porque traen a nuestra imaginación los gajos de una gigantesca naranja. Los cuatro ángulos de la planta cuentan con cuatro bóvedas pequeñas, intercaladas de otros gallones y estrellas que han surgido del acto creador de los arcos entrelazados. Los sillares de la capilla se hallan dispuestos a soga y tizón.

## Galería de imágenes

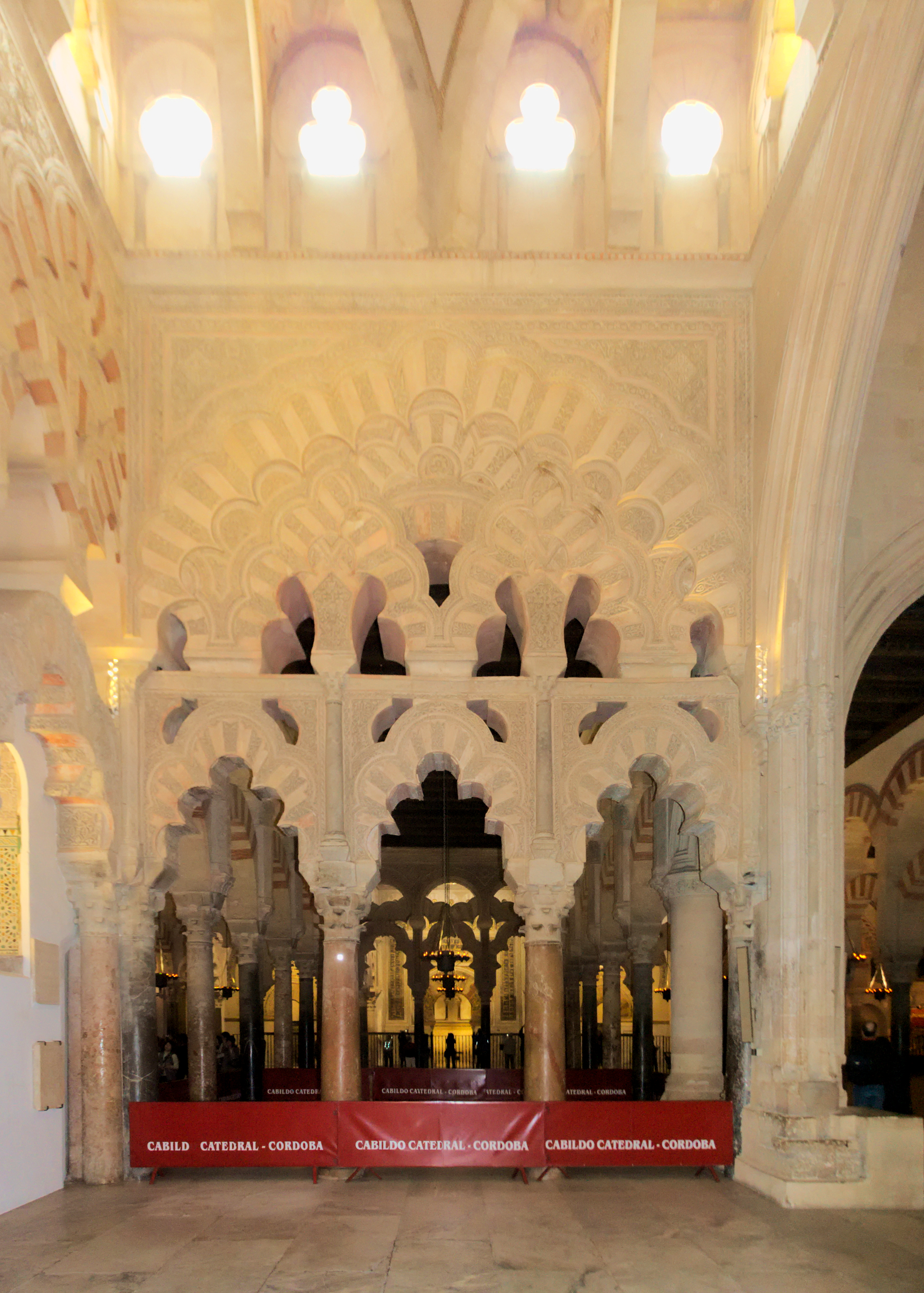
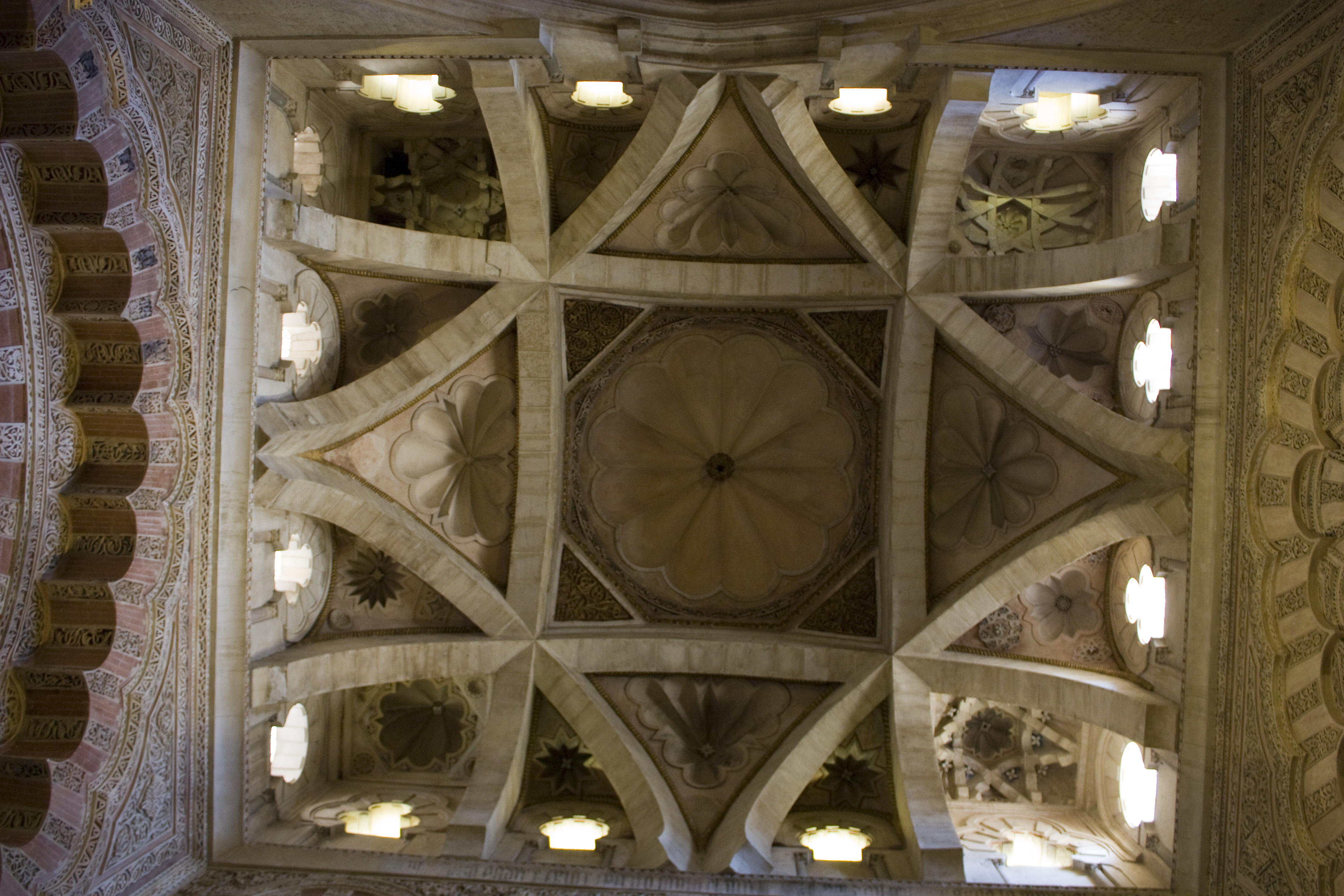
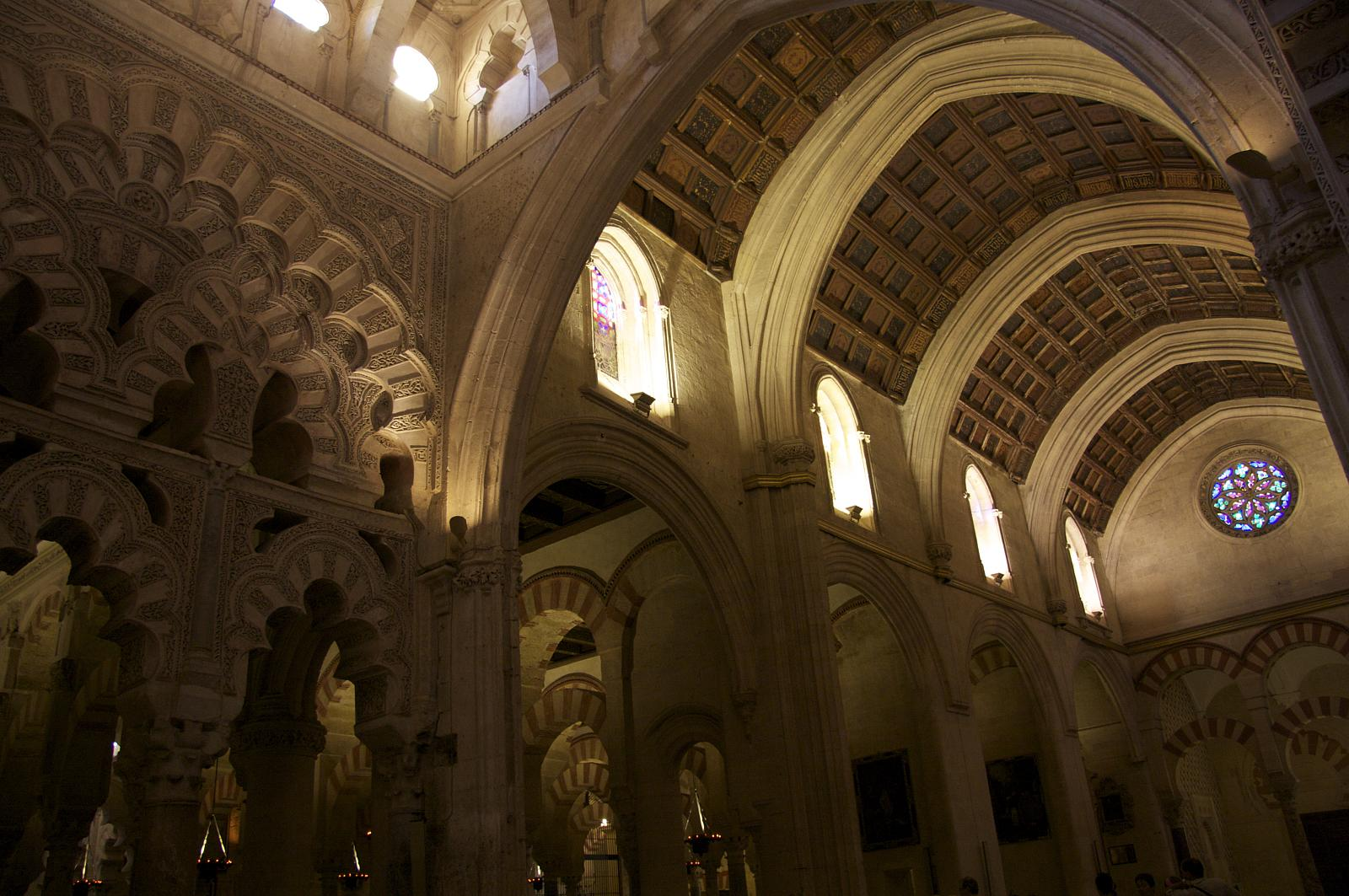
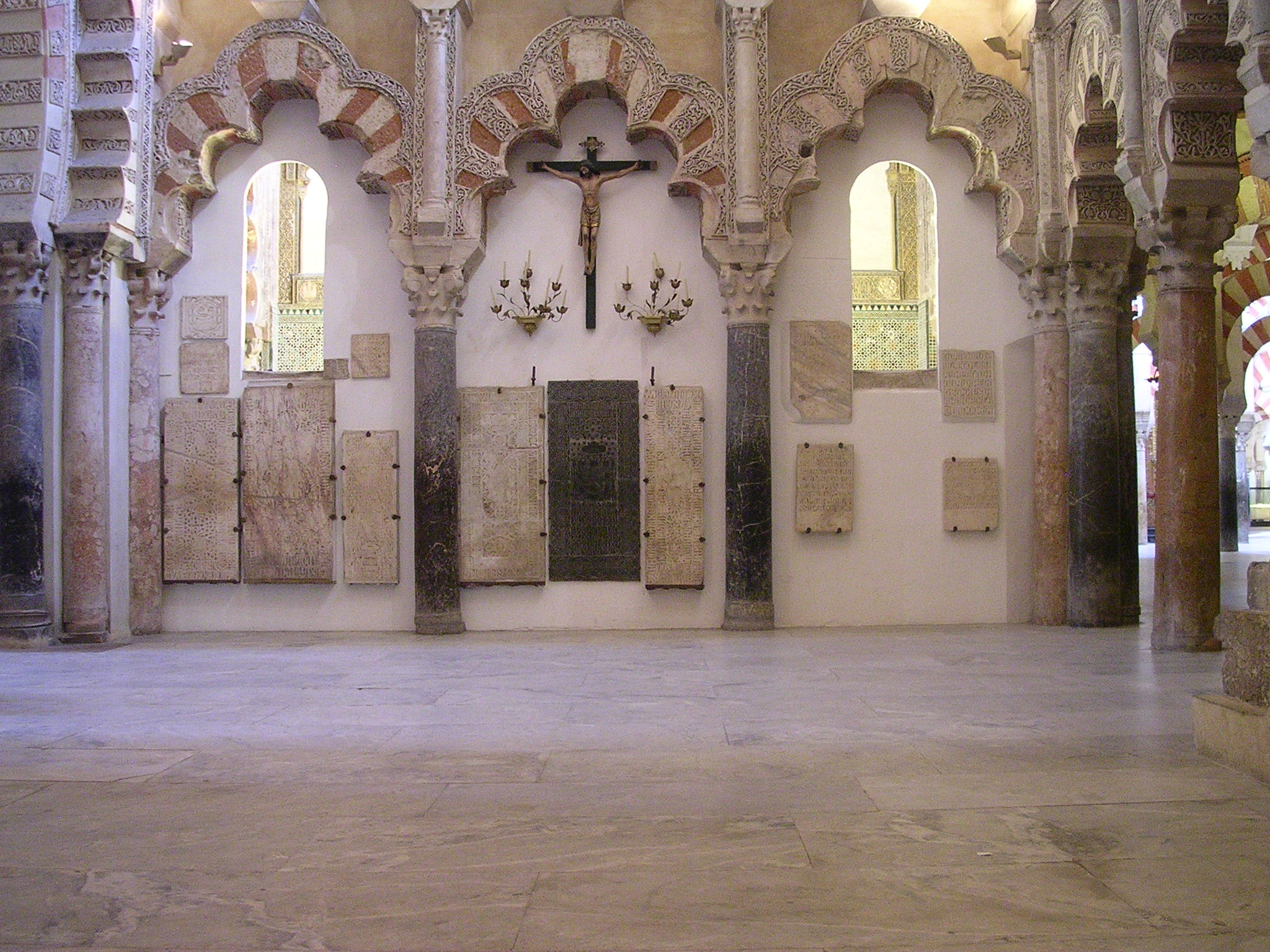
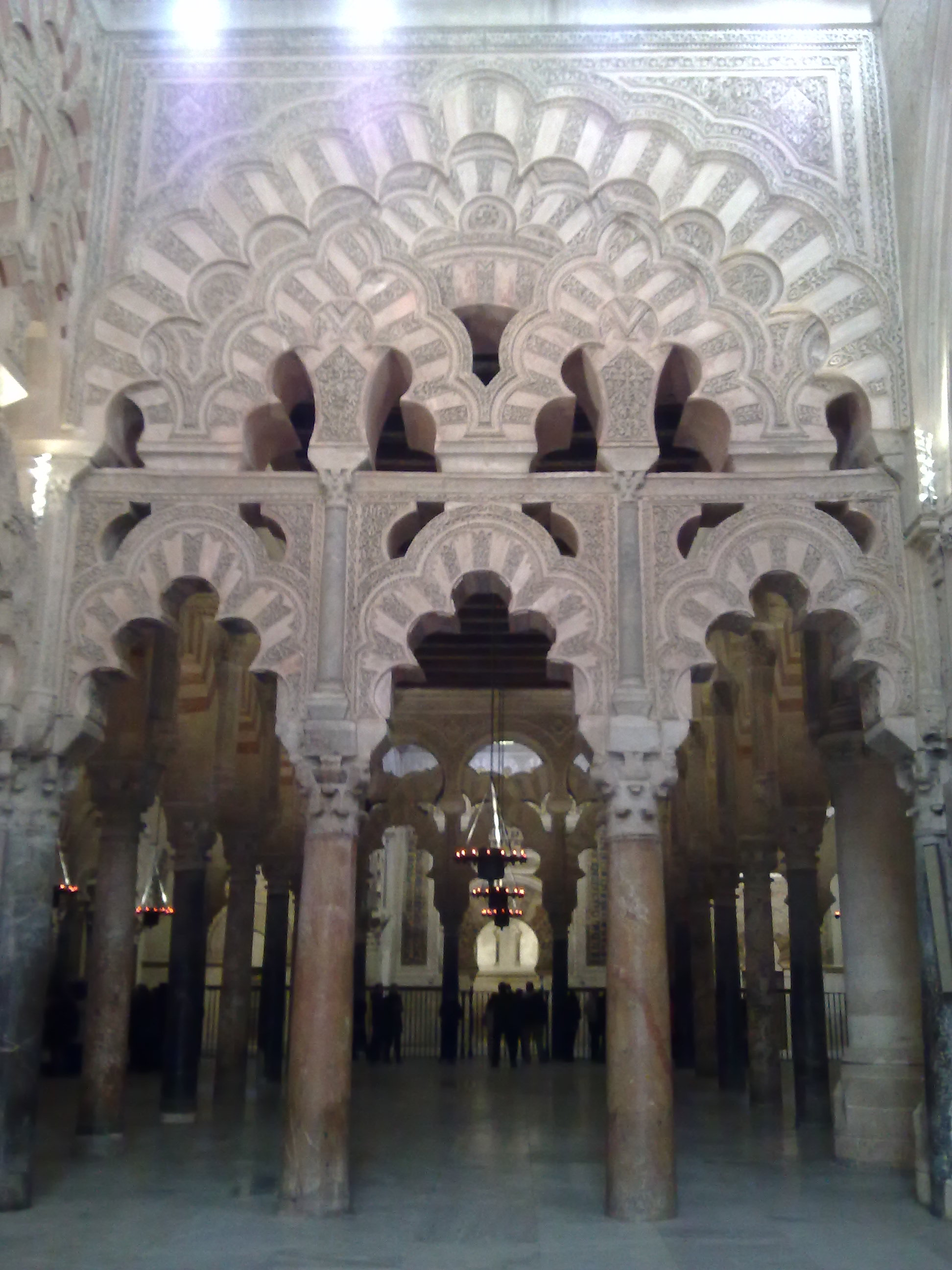
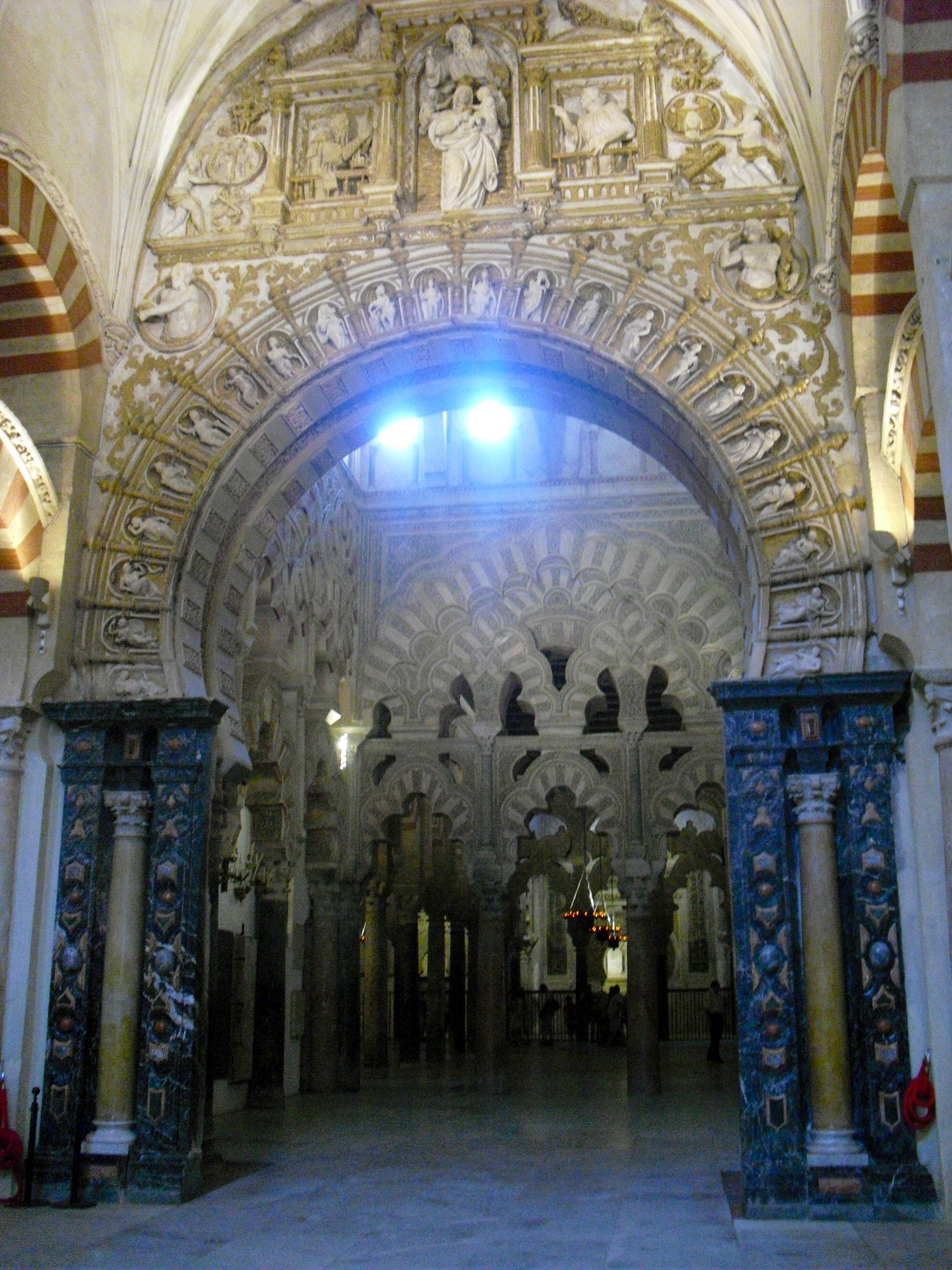